# Kłamstwa bogów
Kłamstwa bogów (jap. 神様がうそをつく。 Kamisama ga uso o tsuku.) – manga autorstwa Kaori Ozaki, publikowana na łamach magazynu „Gekkan Afternoon” wydawnictwa Kōdansha od marca do lipca 2013.

## Fabuła
Historia opowiada o Natsuru Nanao, nieśmiałym uczniu podstawówki, który marzy o zostaniu piłkarzem. Pewnego dnia podchodzi do niego dziewczyna imieniem Rio Suzumura, w której wkrótce się zakochuje. Rio jednak skrywa bardzo smutną tajemnicę.

## Publikacja
Manga była publikowana w magazynie „Gekkan Afternoon” od 25 marca do 25 lipca 2013. Wydawnictwo Kōdansha zebrało jej rozdziały w jednym tankōbonie, wydanym 20 września 2013.
Polski przekład mangi ukazał się 26 kwietnia 2018 nakładem wydawnictwa Waneko.